# Aaron Horvath
Aaron James Horvath (Contea di Orange, 19 agosto 1980) è un animatore, regista, produttore televisivo e sceneggiatore statunitense, candidato a tre Premi Emmy.

## Biografia
Aaron Horvath è nato il 19 agosto 1980 nella Contea di Orange, in California. Ha iniziato a lavorare come animatore nella serie animata Kid Notorious. Successivamente, ha lavorato alla lavorazione di Maggie, Yin Yang Yo! e El Tigre. Dal 2011 al 2012, ha diretto 28 episodi della serie Mad, trasmessa su Cartoon Network. Nel 2013, ha sceneggiato e prodotto lo speciale televisivo Elf: Buddy's Musical Christmas. Dal 2013 al 2020, ha prodotto la serie animata Teen Titans Go!, per la quale è stato candidato a tre Premi Emmy. Nel 2018, ha scritto, diretto e prodotto Teen Titans Go! - Il film, adattamento cinematografico dell'omonima serie animata. Nel 2023, ha diretto insieme a Michael Jelenic Super Mario Bros. - Il film.

## Filmografia

### Animatore
- Kid Notorious - serie animata, episodio 1x01 (2003)
- Maggie (The Buzz on Maggie) - serie animata, 2 episodi (2005)
- El Tigre (El Tigre: The Adventures of Manny Rivera) - serie animata, 26 episodi (2007-2008)
- Yin Yang Yo! - serie animata, episodio 2x20 (2008)
- Mad - serie animata, 26 episodi (2010-2011)

### Regista

#### Cinema
- Teen Titans Go! - Il film (Teen Titans Go! To the Movies), co-regia con Peter Rida Michail (2018)
- Super Mario Bros. - Il film (The Super Mario Bros. Movie), co-regia con Michael Jelenic (2023)

#### Televisione
- Mad - serie animata, 28 episodi (2011-2012)
- Teen Titans Go! - serie animata, 5 episodi (2013-2016)

### Produttore

#### Cinema
- Teen Titans Go! - Il film (Teen Titans Go! To the Movies), regia di Aaron Horvath e Peter Rida Michail (2018)

#### Televisione
- Elf: Buddy's Musical Christmas, regia di Mark Caballero e Seamus Walsh - speciale TV (2013)
- Teen Titans Go! - serie animata, 234 episodi (2013-2020)
- Unikitty! - serie animata, 31 episodi (2017-2020)
- Teen Titans Go! Vs. Teen Titans, regia di Jeff Mednikow - film TV (2019)

### Sceneggiatore

#### Cinema
- Teen Titans Go! - Il film (Teen Titans Go! To the Movies), regia di Aaron Horvath e Peter Rida Michail (2018)

#### Televisione
- Elf: Buddy's Musical Christmas, regia di Mark Caballero e Seamus Walsh - speciale TV (2013)
- Teen Titans Go! - serie animata, 208 episodi (2013-2018)

### Effettista
- Cranberry Christmas, regia di Edward Lynn e Mike Frank Polcino - film TV (2008)

### Scenografo
- The Drawn Together Movie: The Movie!, regia di Greg Franklin (2010)

## Riconoscimenti
- Premio Emmy
  - 2017 - Candidatura alla miglior serie animata di fiction breve per Teen Titans Go![14]
  - 2018 - Candidatura alla miglior serie animata di fiction breve per Teen Titans Go![14]
  - 2019 - Candidatura alla miglior serie animata di fiction breve per Teen Titans Go![14]
- Golden Globe
  - 2024 - Candidatura alla miglior canzone originale per Peaches
- Satellite Award
  - 2024 - Candidatura alla miglior canzone originale per Peaches